# ونژان
شهر وینگنه (به فرانسوی: Wingene) در شهرستان تیئلت در استان فلاندری غربی در منطقه فلاندری در کشور بلژیک واقع شده‌است.
این شهرداری در بین شهرهای بروژ و کورتریک واقع شده‌و به دو شهرداری تقسیم شده‌است. شهرداری اصلی خود Wingene است و زیر مجموعه Zwevezele نیز وجود دارد.
بیش از ۴۰۰۰ نفر در وینگه اشتغال دارند. شرکت‌های کوچک و بزرگ در اینجا مستقر هستند. حضور پررنگی در بخش فلزات و ساخت و ساز وجود دارد. زمینه‌های صنعتی و تجاری فراهم شده و کارآفرینان جوان نیز تشویق می‌شوند.
Wingene دارای طیف گسترده‌ای از امکانات فرهنگی اجتماعی و ورزشی است. استخر تفریحی de Alk یک استخر تفریحی شناخته شده در این منطقه است. همچنین چندین زمین ورزشی و پارک ورزشی مانند Tuimelaar وجود دارد.
بسیاری از مهد کودک‌ها و مدارس ابتدایی نیز در Wingene واقع شده‌اند، از جمله مدرسه Centrums، مدرسه ابتدایی رایگان Sint-Jan , Sint-Elooi و Wildenburg.

## نگارخانه

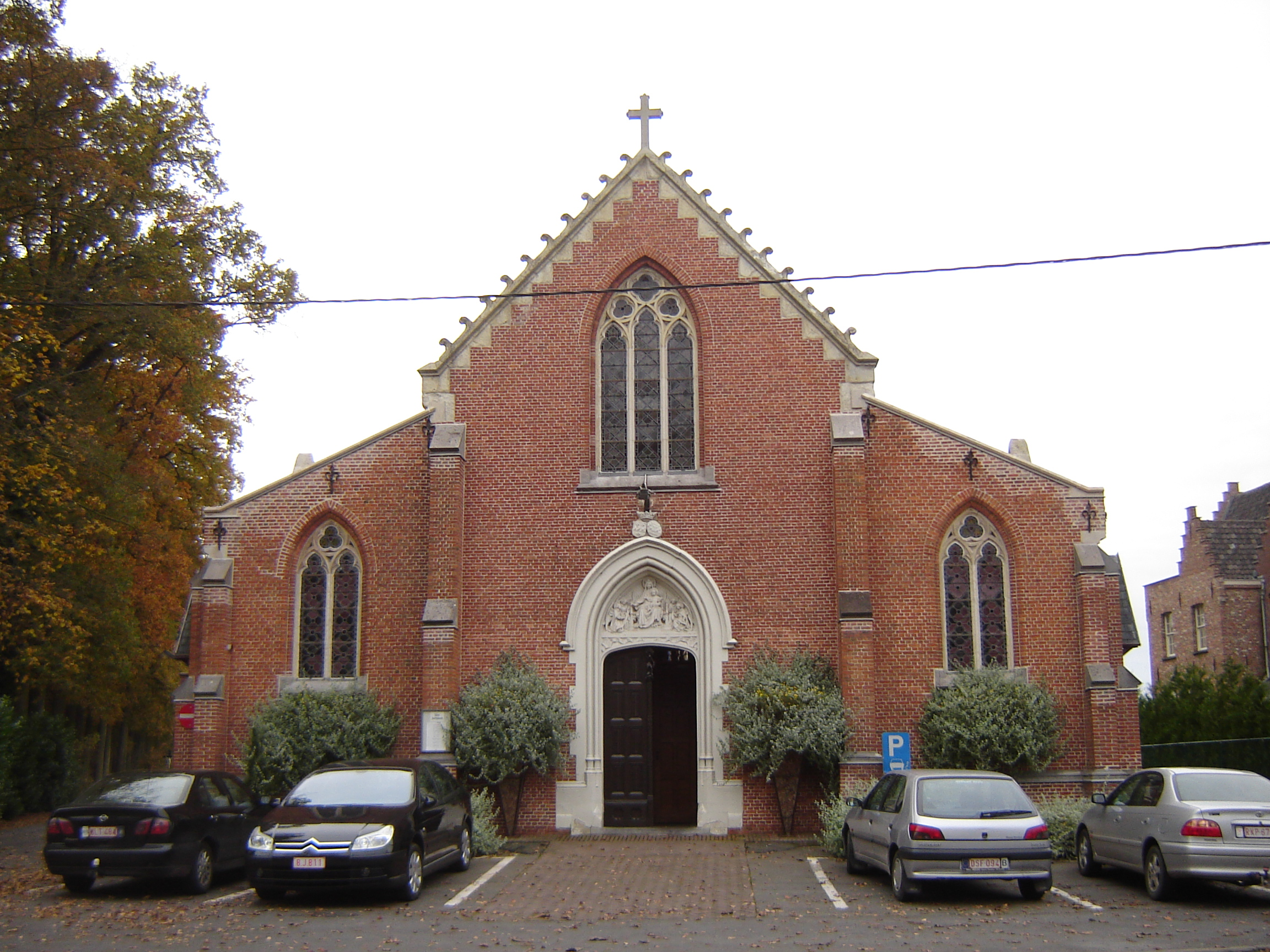
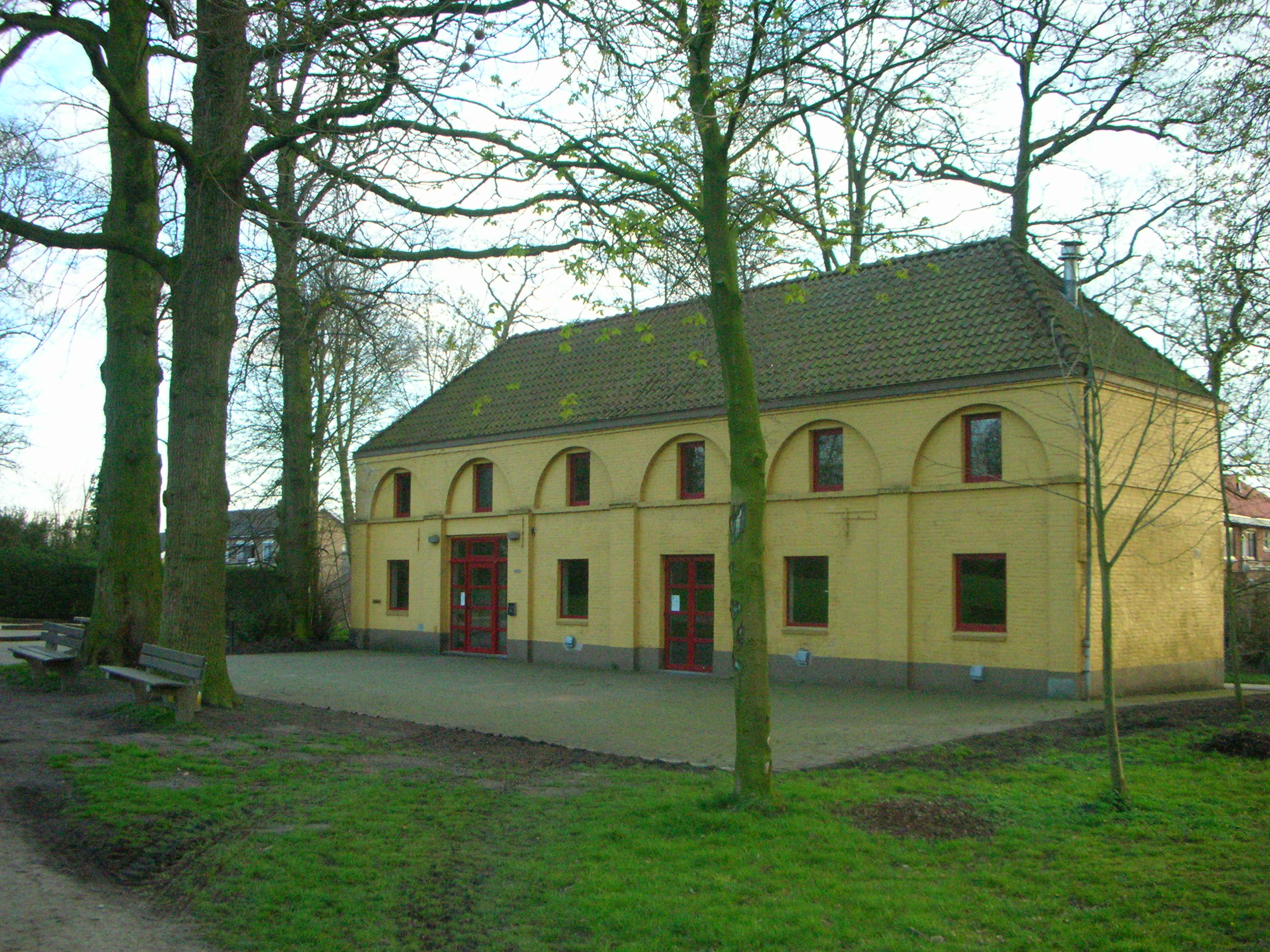